# Discurso de las cuatro libertades

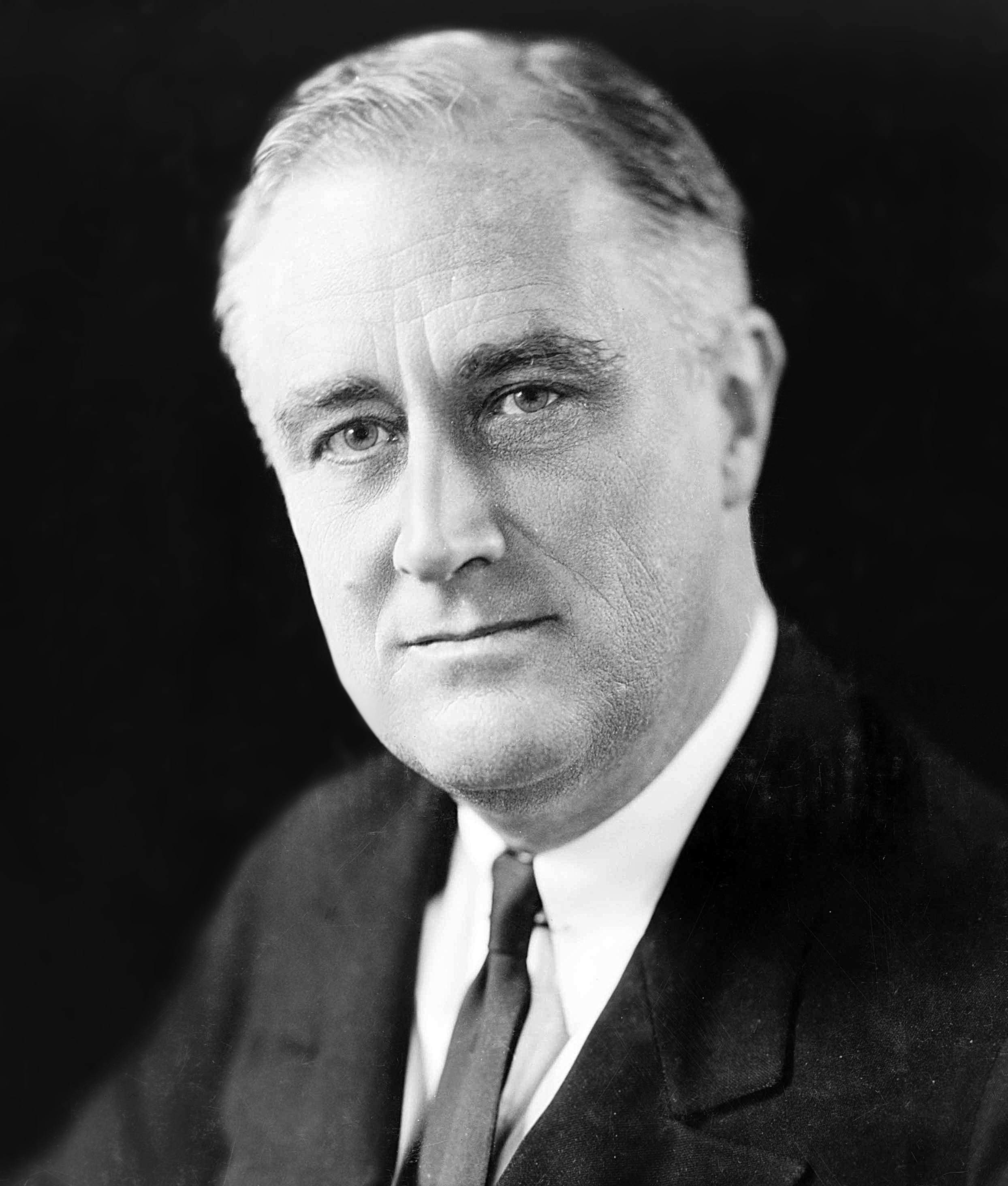
Franklin D. Roosevelt

Se conoce como «Discurso de las cuatro libertades» (Four Freedoms Speech) el discurso del Estado de la Unión dirigido al Congreso por el presidente de los Estados Unidos Franklin D. Roosevelt el 6 de enero de 1941. Recibe este nombre porque en el mismo Roosevelt sintetizó en «cuatro libertades humanas esenciales» los objetivos de Estados Unidos para el mundo de posguerra: la libertad de expresión, la libertad religiosa, la libertad de desear una vida mejor y la libertad de vivir sin miedo (freedom of speech, freedom of worship, freedom from want and freedom from fear).

## Antecedentes
El 17 de diciembre de 1940 el presidente Franklin D. Roosevelt presentó en una rueda de prensa su proyecto de Ley de Préstamo y Arriendo (Lend-Lease) para ayudar a Gran Bretaña en la Segunda Guerra Mundial. Dos semanas después, en la primera fire chat (charla al amor de la lumbre) desde su reelección en noviembre emitida por la radio el 30 de diciembre, Roosevelt volvió a defender el Lend-Lease. «Si Gran Bretaña cae, las potencias del Eje controlarán los continentes de Europa, Asia, África, Australasia y los mares —y estarán en posición de disponer de enormes recursos navales y militares contra este hemisferio», dijo. «No podemos salvar nuestra propia piel cerrando los ojos al destino de otras naciones», añadió. Y concluyó con una frase que tendría una enorme repercusión: «Debemos ser el gran arsenal de la democracia». Según las encuestas tres de cuatro norteamericanos habían escuchado el discurso y cerca del 70% estuvieron de acuerdo con lo que el presidente había dicho. Unos pocos días después, el 6 de enero de 1941, el presidente pronunciaba su discurso anual del Estado de la Unión ante el Congreso, que sería conocido como el Discurso de las Cuatro Libertades.

## Contenido
En el discurso, Roosevelt propuso como metas cuatro libertades fundamentales que todas las personas "en cualquier lugar del mundo" deberían disfrutar, a saber:
1. Freedom of speech and expression - Libertad de expresión
2. Freedom of worship - Libertad de culto o de creencias
3. Freedom from want - Libertad de desear (aspirar a) una vida mejor
4. Freedom from fear - Libertad de vivir sin miedo

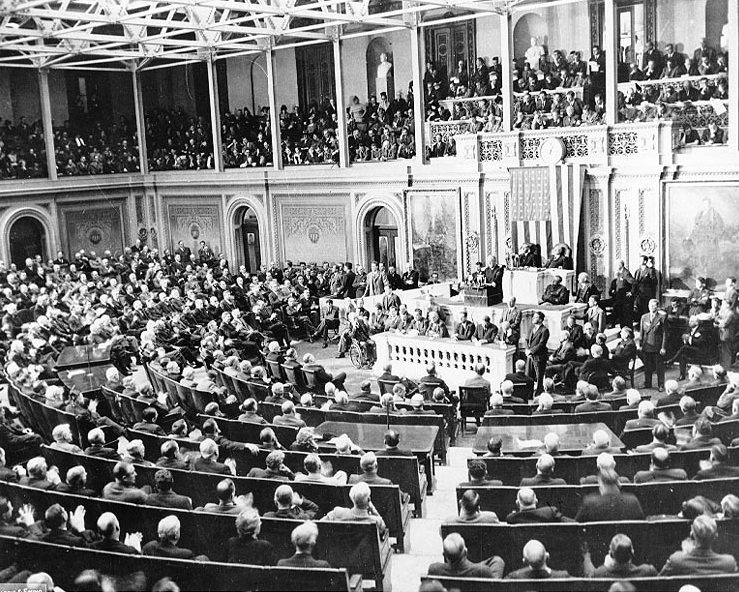
Roosevelt dirigiéndose al Congreso en diciembre de 1941

Mientras las dos primeras libertades enunciadas por Roosevelt estaban ya proclamadas en la Primera Enmienda a la Constitución de los Estados Unidos, las otras dos, especialmente la tercera, iban más allá de los valores tradicionales, al implicar una apertura a los derechos sociales y económicos (singularmente, el derecho a un nivel de vida adecuado), dotar a los derechos fundamentales de una perspectiva internacionalista y anticipar el concepto de "seguridad humana" que décadas más tarde se convertiría en concepto central del ideario de agencias internacionales de desarrollo como el PNUD. Estas características han dotado al discurso de Roosevelt y a las "cuatro libertades" de una notable influencia internacional.
En un plano más inmediato e interno, el discurso sirvió a Roosevelt para preparar al Congreso y a la nación sobre la necesidad de la futura guerra, definiendo las metas ideológicas del inminente conflicto armado contra las potencias totalitarias y apelando al profundo sentimiento de libertad del pueblo americano.

## Influencia en los textos internacionales de Derechos Humanos
Tras la muerte de Roosevelt, y por medio de la importante intervención de su viuda Eleanor, el concepto de las "cuatro libertades" influyó en la redacción de la Carta de las Naciones Unidas, aprobada el 26 de junio de 1945, y, de modo muy explícito, en la Declaración Universal de los Derechos Humanos, proclamada el 10 de diciembre de 1948 y cuyo comité de redacción fue presidido por la propia Eleanor Roosevelt. El segundo considerando del Préambulo de la Declaración recoge casi textualmente, en su versión inglesa, las cuatro libertades enunciadas por Roosevelt, aunque, por dificultades para una traducción literal, el paralelismo se diluye algo en la versión oficial en español. Dice así el párrafo en cuestión;

WHEREAS [...] the advent of a world in which human beings shall enjoy freedom of speech and belief and freedom from fear and want has been proclaimed the highest aspiration of the common people.
CONSIDERANDO [...] que se ha proclamado, como la aspiración más elevada del hombre, el advenimiento de un mundo en que los seres humanos, liberados del temor y de la miseria, disfruten de la libertad de palabra y de la libertad de creencias.

Bandera de las Cuatro Libertades

La expresión freedom from fear and want, inequívocamente tomada del discurso de Roosevelt, figura también en el Preámbulo del Pacto Internacional de Derechos Civiles y Políticos de 1966 y en el del Pacto Internacional de Derechos Económicos, Sociales y Culturales, de la misma fecha.
Se dio incluso la circunstancia de que las cuatro libertades inspiraron una bandera que representó a la ONU de forma no oficial en sus comienzos, antes de la adopción de su bandera oficial. Las cuatro libertades estaban representadas por cuatro bandas verticales de color rojo, verde o azul, separadas por bandas blancas.

## Las "Cuatro Libertades" de Norman Rockwell
El "Discurso de las cuatro libertades" emocionó tanto al pintor e ilustrador Norman Rockwell que le sirvió de inspiración para crear una serie de cuatro cuadros, cada uno de los cuales en representación de una de las libertades proclamadas por Roosevelt, con la habilidad de traducir los conceptos abstractos de libertad en escenas idealizadas de la vida cotidiana americana, especialmente en las relativas a la libertad frente a la penuria (una abuela sirve el pavo de la cena del Día de Acción de Gracias) y a la libertad frente al miedo (una madre arropa a sus hijos acostados, mientras el padre los contempla, de pie junto a la cama).
Aunque el Gobierno estadounidense declinó inicialmente la oferta de Rockwell de ceder gratuitamente la serie de cuadros sobre el tema de las "Cuatro libertades" para hacer una edición masiva de carteles, la iniciativa fue asumida por el popular semanario The Saturday Evening Post, que publicó la serie en cuatro números consecutivos de la revista entre el 20 de febrero y el 13 de marzo de 1943, acompañando cada imagen con ensayos sobre el tema de escritores e historiadores. El entusiasmo del público fue inmediato, y el Saturday Evening Post recibió millones de peticiones de ejemplares adicionales.
A partir del éxito popular, la Oficina de Información de Guerra del Gobierno encargó una producción masiva de carteles con las "Cuatro libertades" de Rockwell, de los que se imprimieron un total de cuatro millones hasta el final de la Guerra, lo que, unido a las ediciones posteriores, las convierte, según algunas fuentes, en las pinturas más ampliamenten reproducidas de la historia. En todo caso, los carteles fueron colocados masivamente en escuelas, oficinas de correos, estaciones y todo tipo de edificios públicos y semipúblicos, convirtiendo la serie en la obra más conocida del muy popular autor.
En 1943 el Saturday Evening Post cedió las pinturas originales al Segundo Empréstito de Guerra y el Departamento del Tesoro organizó con ellas una gira por dieciséis ciudades de todo el país. Durante la gira más de un millón de personas contemplaron las pinturas y se recaudaron 132 millones de dólares en bonos de guerra. Las pinturas se encuentran actualmente en el Museo Norman Rockwell de Stockbridge, Massachusetts.
Las "Cuatro libertades" de Rockwell fueron reproducidas en 1994 en una serie de sellos del Servicio Postal de los Estados Unidos. Anteriormente, el tema de las cuatro libertades había servido de motivo para dos sellos alegóricos, que reproducían su enunciado: uno en 1943, con la efigie de la Libertad sosteniendo la antorcha de la Ilustración, y otro en 1946, con el retrato de Roosevelt.
Rockwell no fue el único artista estadounidense que se sintió inspirado por el discurso de Rossevelt. El muralista Michael Lenson (1903-72) pintó un mural titulado "Las cuatro libertades" para la Escuela de la Calle Catorce, en Newark, Nueva Jersey.

## Representaciones conmemorativas

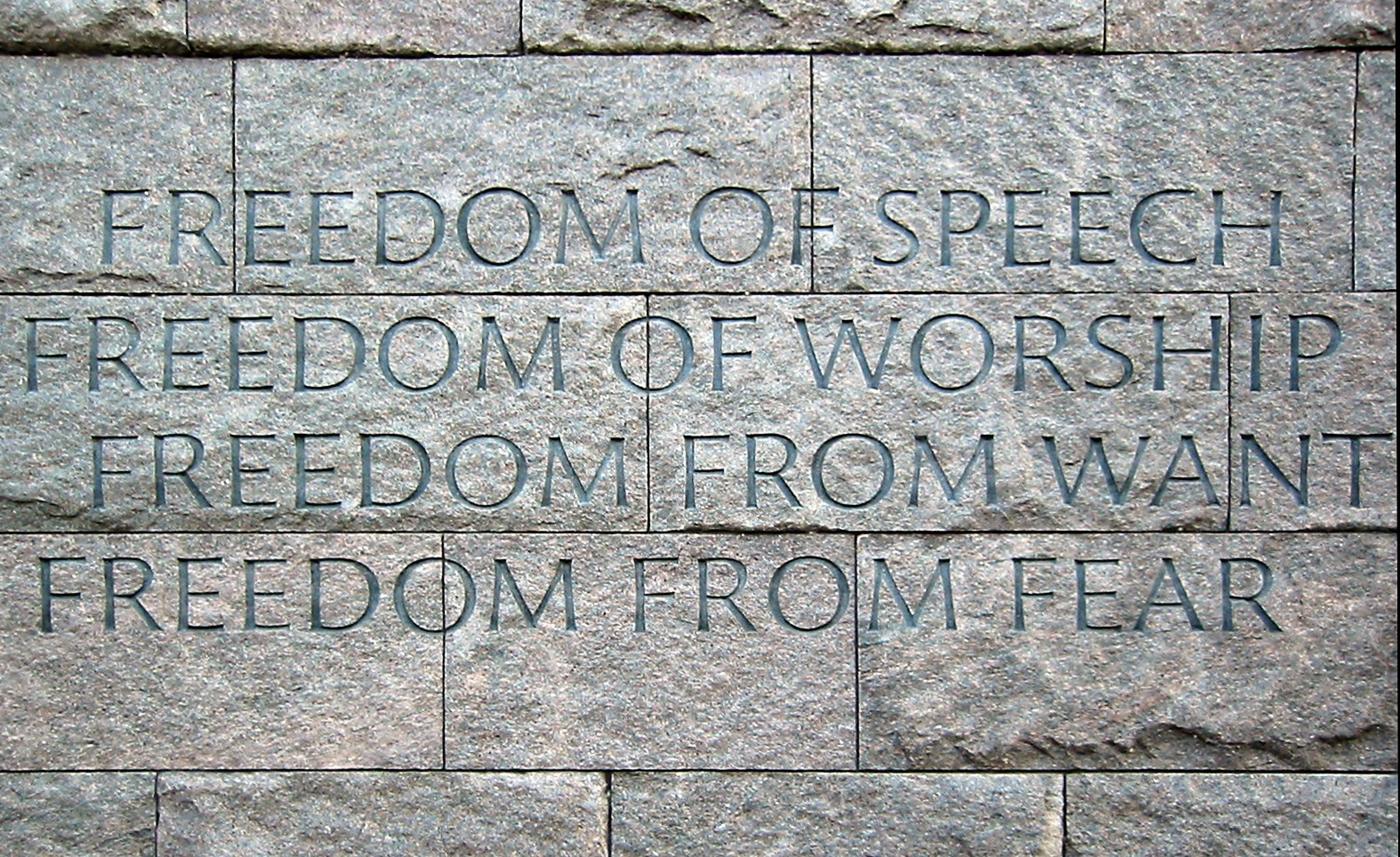
Las "Cuatro Libertades" grabadas en una pared del Monumento conmemorativo a Roosevelt en Washington

- Poco después de pronunciar su discurso, Roosevelt encargó al escultor Walter Russell la realización de un "Monumento a las Cuatro Libertades", con la misma idea de popularizar el concepto por medio del arte que tan eficaz resultaría con Norman Rockwell. La escultura fue inaugurada en 1943 ante una multitud de 60.000 personas congregadas en el Madison Square Garden de Nueva York y se dedicó a Colin Kelly, el primer americano reconocido como héroe de la Segunda Guerra Mundial. El 14 de junio de 1944 el monumento fue reinaugurado en la ciudad natal de Kelly, Madison, Florida, donde hoy permanece.

- En 1972 el arquitecto Louis Kahn recibió el encargo de proyectar el Parque de las Cuatro Libertades de Franklin D. Roosevelt, situado en el extremo meridional de la isla de Roosevelt, en el East River, entre la isla de Manhattan y Queens, en la ciudad de Nueva York. Tras la muerte de Kahn, en 1974, el proyecto fue continuado por otro estudio de arquitectura y surgieron dificultades y retrasos, de modo que la inauguración del parque no se produjo hasta el 17 de octubre de 2012.[19] El monumento en sí consiste en una versión simplificada y sin techo de un templo griego, construido en granito, en cuyas paredes están grabados extractos del "Discurso de las Cuatro Libertades".[20]

- En el Monumento a Franklin Delano Roosevelt, inaugurado en Washington D. C. el 2 de mayo de 1997, aparecen también las "Cuatro libertades" grabadas en una de las paredes del monumento.

- En el centro de la villa holandesa de Oud-Vossemeer, perteneciente al municipio de Tholen, en la provincia de Zelanda, existe también un monumento conmemorativo de las Cuatro Libertades de Roosevelt, recordando que sus antepasados procedían supuestamente de esta localidad. El monumento fue donado por la propia familia Roosevelt y fue inaugurado el 18 de junio de 1992, en presencia de una nieta de Roosevelt.[21]

- En el frontis del hemiciclo del Palacio Legislativo del Perú, a ambos costados de la mesa directiva y bajo los lienzos de los Libertadores, se encuentran colocadas las "Placas de las Cuatro Libertades Rooseveltianas", esculpidas en bronce por el artista peruano Joaquín Roca Rey e inauguradas el 13 de julio de 1947. Ambas placas muestran a dos mujeres en actitud de ofrenda (la del primer plano arrodillada, la del fondo, de pie); la placa de la izquierda introduce la cita con el nombre del autor y la frase introductoria del pasaje, y la de la derecha enuncia las cuatro libertades e indica la fecha del discurso.

## Las "Cuatro Libertades" en la cultura popular
Los 4 Fantásticos, el grupo de superhéroes del Universo Marvel tuvo su sede durante años en el Four Freedoms Plaza, edificio imaginario de Manhattan, supuestamente situado en la esquina de la Calle 42 con la Avenida Madison y cuyo nombre hace una inequívoca referencia al discurso de Roosevelt. El edificio apareció por primera vez en el cómic en el número 289, correspondiente a abril de 1986 y fue ideado y dibujado por John Byrne. Aunque el edificio resulta destruido en la ficción en 1998 y es sustituido por otro en el mismo lugar que ya no lleva ese nombre, han aparecido referencias ocasionales posteriores al Four Freedoms Plaza como dirección alternativa del hoy llamado Baxter Building.